# Ettrick (condado de Trempealeau, Wisconsin)
Ettrick es un pueblo ubicado en el condado de Trempealeau en el estado estadounidense de Wisconsin. En el Censo de 2010 tenía una población de 1.237 habitantes y una densidad poblacional de 6,2 personas por km².

## Geografía
Ettrick se encuentra ubicado en las coordenadas 44°11′29″N 91°14′58″O / 44.19139, -91.24944. Según la Oficina del Censo de los Estados Unidos, Ettrick tiene una superficie total de 199.43 km², de la cual 199.39 km² corresponden a tierra firme y (0.02%) 0.04 km² es agua.

## Demografía
Según el censo de 2010, había 1.237 personas residiendo en Ettrick. La densidad de población era de 6,2 hab./km². De los 1.237 habitantes, Ettrick estaba compuesto por el 99.19% blancos, el 0.08% eran afroamericanos, el 0% eran amerindios, el 0.24% eran asiáticos, el 0% eran isleños del Pacífico, el 0.16% eran de otras razas y el 0.32% pertenecían a dos o más razas. Del total de la población el 0.97% eran hispanos o latinos de cualquier raza.